# Gleichheitszeichen
| =                        | =                     |
| Mathematische Zeichen    | Mathematische Zeichen |
| Arithmetik               | Arithmetik            |
| ------------------------ | --------------------- |
| Pluszeichen              | +                     |
| Minuszeichen             | −, ⁒                  |
| Malzeichen               | ⋅, ×                  |
| Geteiltzeichen           | :, ÷, /               |
| Plusminuszeichen         | ±, ∓                  |
| Vergleichszeichen        | <, ≤, =, ≥, >         |
| Wurzelzeichen            | √                     |
| Prozentzeichen           | %                     |
| Analysis                 |                       |
| Summenzeichen            | Σ                     |
| Produktzeichen           | Π                     |
| Differenzzeichen, Nabla  | ∆, ∇                  |
| Prime                    | ′                     |
| Partielles Differential  | ∂                     |
| Integralzeichen          | ∫                     |
| Verkettungszeichen       | ∘                     |
| Unendlichzeichen         | ∞                     |
| Geometrie                |                       |
| Winkelzeichen            | ∠, ∡, ∢, ∟            |
| Senkrecht, Parallel      | ⊥, ∥                  |
| Dreieck, Viereck         | △, □                  |
| Durchmesserzeichen       | ⌀                     |
| Mengenlehre              |                       |
| Vereinigung, Schnitt     | ∪, ∩                  |
| Differenz, Komplement    | ∖, ∁                  |
| Elementzeichen           | ∈                     |
| Teilmenge, Obermenge     | ⊂, ⊆, ⊇, ⊃            |
| Leere Menge              | ∅                     |
| Logik                    |                       |
| Folgepfeil               | ⇒, ⇔, ⇐               |
| Allquantor               | ∀                     |
| Existenzquantor          | ∃                     |
| Konjunktion, Disjunktion | ∧, ∨                  |
| Negationszeichen         | ¬                     |

Das Gleichheitszeichen (=, auch Ist-gleich-Zeichen genannt) steht in der Mathematik, der formalen Logik und in den exakten Naturwissenschaften zwischen zwei in ihrem Wert gleichen Ausdrücken.

## Geschichte

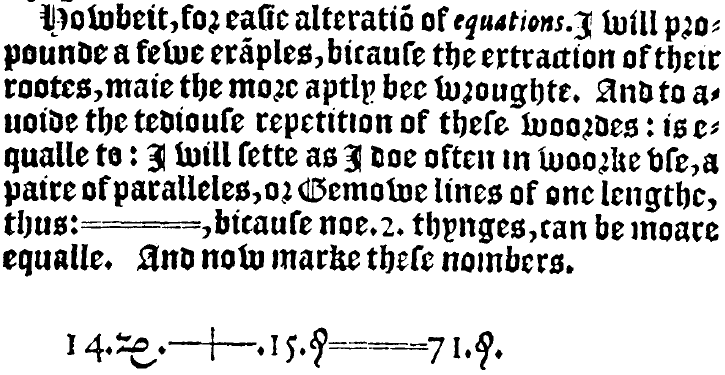
Einführung des Gleichheitszeichens 1557, gefolgt von „14x + 15 = 71“ als der ersten gedruckten Gleichung

In der antiken und mittelalterlichen Mathematik wurde die Gleichheit zweier Ausdrücke noch wörtlich (z. B. est egale für „ist gleich“) hingeschrieben. Descartes (1596–1650) kürzte dies durch das Zeichen ᴂ – also durch ein um 180° gedrehtes æ (für lat. aequalis) ab, wobei in der Folgezeit der Querstrich mehr und mehr weggelassen wurde und es sich zu einem gespiegelten ∝ veränderte.
Als Begründer des modernen Gleichheitszeichens gilt der walisische Mathematiker Robert Recorde (1510–1558) mit seiner Schrift The Whetstone of Witte (1557), dt. Der Wetzstein des Wissens. Er begründete die zwei parallelen Striche für ein Gleichheitssymbol durch den frühneuenglischen Satz … bicause noe.2.thynges,can be moare equalle. (heutiges Englisch: because no two things can be more equal, „weil keine zwei Dinge gleicher sein können“).
Die Einführung des in England bereits verwendeten = erfolgte auf dem europäischen Kontinent vermutlich erst durch Gottfried Wilhelm Leibniz (1646–1716).

## Darstellung
Das Gleichheitszeichen wird ASCII mit 61 (dezimal) kodiert, damit als Unicode U+003D (61 dezimal = 3D hexadezimal). Es kann in HTML durch &#61;, &#x3D; oder &equals; ersetzt werden.

## Verwendung

### Allgemeine Verwendung
Die Glyphe = wird allgemein zur Darstellung von Sachverhalten der Entsprechung, Gleichheit oder Identität, in Mathematik, Informatik und Technik auch der Zuweisung im Sinne einer nachfolgenden Gleichverwendung eingesetzt.
Das Gleichheitszeichen wird häufig als Ersatzzeichen des Doppelbindestrichs ⹀ (U+2E40) bzw. dessen japanischer Variante (U+30A0) verwendet.
In der Elektrotechnik dient das Gleichheitszeichen zur Kennzeichnung für Gleichspannung.

### Das Gleichheitszeichen und seine Abwandlungen
Es gibt auch abgewandelte Formen mit anderer Bedeutung:
- Das Entspricht-Zeichen ( ≙ )
- Das Rundungszeichen ( ≈ ) mit der Bedeutung ungefähr gleich / gerundet.
- Das Ungleichheitszeichen ( ≠ ) ist ein durchgestrichenes Gleichheitszeichen und wird eingesetzt, wenn die Ungleichheit zweier Zahlen dargestellt werden soll.
- Das Identisch-Zeichen ( ≡ ) ist eine Form mit drei waagerechten Strichen und wird eingesetzt, wenn zwei arithmetische Ausdrücke identisch sind.
- Abwandlungen mit Doppelpunkt ( := ) und ( =: ) werden in der Mathematik benutzt, um eine Definition einer Seite durch die andere Seite darzustellen. Dabei stehen die Doppelpunkte immer bei dem zu definierenden Objekt. Das früher dafür verwendete ≡ soll in diesem Sinne nicht mehr verwendet werden (DIN 1302), aber Formen wie {\displaystyle {=}_{\mathrm {def} }} (DIN 1302) oder {\displaystyle {}{\stackrel {\mathrm {def} }{=}}} (ISO 31-11) sind möglich.[7]

Beispielsweise kann man die Menge A folgendermaßen definieren:
{\displaystyle A\ {\stackrel {\mathrm {def} }{=}}\ \{2;4;7;9\}\ \mathrm {oder} \ A:=\{2;4;7;9\}\ \mathrm {oder} \ \{2;4;7;9\}=:A}.
In Programmiersprachen, die von C abgeleitet sind, wird das (einfache) Gleichheitszeichen für die Wertzuweisung verwendet. Als Vergleichsoperator hingegen dient in diesen Sprachen meistens ein doppeltes Gleichheitszeichen ( == ). In Fortran wird .EQ. für den Vergleichsoperator verwendet. In Sprachen der Pascal-Familie wiederum wird ein := für die Zuweisung verwendet (im Vorläufer Algol 60 diese Zeichenkombination oder auch ein „←“) und das Gleichheitszeichen als Vergleichsoperator. Es gibt auch Sprachen, wie z. B. BASIC, in denen es vom Kontext her stets eindeutig ist, ob es sich um eine Zuweisung oder einen Vergleich handelt, und die deshalb das Gleichheitszeichen sowohl für den Zuweisungs- als auch den Vergleichsoperator benutzen.

### Ungleichheitszeichen
Da das Zeichen für Ungleichheit ≠ nicht im ASCII-Zeichensatz verfügbar ist, verwenden verschiedene Programmiersprachen Digraphen wie <> (Pascal, BASIC), /= (Ada), != (C, C++) oder ~= (ML); Fortran verwendet .NE. (englisch: not equal, nicht gleich).
| Z.                                 | Unicode | Unicode dezimal | Bedeutung                                                                           | Beschreibung                     |                    | Z.     | Unicode                          | Unicode dezimal                                                           | Bedeutung                        | Beschreibung |
| =                                  | U+003D  | 61              | gleich                                                                              |                                  | ≠                  | U+2260 | 8800                             | ungleich; nicht gleich (1)                                                |                                  |              |
| ≡                                  | U+2261  | 8801            | kongruent, identisch                                                                |                                  | ≢                  | U+2262 | 8802                             | nicht kongruent (1)                                                       |                                  |              |
| ≐                                  | U+2250  | 8784            | Grenzwertannäherung                                                                 |                                  |                    |        |                                  |                                                                           |                                  |              |
| ≃                                  | U+2243  | 8771            | asymptotisch gleich                                                                 |                                  | ≄                  | U+2244 | 8772                             | asymptotisch ungleich (1)                                                 |                                  |              |
| ≂                                  | U+2242  | 8770            |                                                                                     | Minustilde                       |                    |        |                                  |                                                                           |                                  |              |
| ≅                                  | U+2245  | 8773            | ungefähr gleich (angloamerikan., nach DIN nur für asymptotisch gleich (≃) zulässig) |                                  | ≆                  | U+2246 | 8774                             | ungefähr, aber nicht genau gleich                                         |                                  |              |
| ≅                                  | U+2245  | 8773            | ungefähr gleich (angloamerikan., nach DIN nur für asymptotisch gleich (≃) zulässig) | ≇                                | U+2247             | 8775   | weder ungefähr noch genau gleich |                                                                           |                                  |              |
| {\displaystyle \cong }             |         |                 | isomorph, kategorientheoretisch isomorph                                            |                                  |                    |        |                                  |                                                                           |                                  |              |
| ≊                                  | U+224A  | 8778            | ungefähr gleich oder gleich                                                         |                                  |                    |        |                                  |                                                                           |                                  |              |
| ≈                                  | U+2248  | 8776            | ungefähr gleich / gerundet (ugs.: fast gleich)                                      | Doppeltilde                      | ≉                  | U+2249 | 8777                             | nicht ungefähr gleich (ugs.: nicht fast gleich)                           | Doppeltilde durchgestrichen      |              |
| ≋                                  | U+224B  | 8779            |                                                                                     | Dreifachtilde                    |                    |        |                                  |                                                                           |                                  |              |
| ≗                                  | U+2257  | 8791            | ungefähr gleich                                                                     |                                  |                    |        |                                  |                                                                           |                                  |              |
| ≒                                  | U+2252  | 8786            | ungefähr gleich oder Bild                                                           |                                  | ≓                  | U+2253 | 8787                             | Bild oder ungefähr gleich                                                 |                                  |              |
| ≌                                  | U+224C  | 8780            | alles gleich                                                                        |                                  |                    |        |                                  |                                                                           |                                  |              |
| ≍                                  | U+224D  | 8781            | äquivalent                                                                          |                                  |                    |        |                                  |                                                                           |                                  |              |
| ≣                                  | U+2263  | 8803            | genau äquivalent                                                                    |                                  |                    |        |                                  |                                                                           |                                  |              |
| ≎                                  | U+224E  | 8782            | geometrisch äquivalent                                                              |                                  |                    |        |                                  |                                                                           |                                  |              |
| ≏                                  | U+224F  | 8783            | Differenz zwischen                                                                  |                                  |                    |        |                                  |                                                                           |                                  |              |
| ≑                                  | U+2251  | 8785            | geometrisch gleich                                                                  |                                  |                    |        |                                  |                                                                           |                                  |              |
| ≚                                  | U+225A  | 8794            | gleichwinklig                                                                       |                                  |                    |        |                                  |                                                                           |                                  |              |
| ≔                                  | U+2254  | 8788            | ergibt sich aus (für Definition linksseitig (:=) nicht vorgesehen)                  |                                  | ≕                  | U+2255 | 8789                             | ergibt sich nicht aus (für Definition rechtsseitig (=:) nicht vorgesehen) |                                  |              |
| ≜                                  | U+225C  | 8796            | gleich nach Definition                                                              |                                  |                    |        |                                  |                                                                           |                                  |              |
| ≝                                  | U+225D  | 8797            | gleich nach Definition                                                              |                                  |                    |        |                                  |                                                                           |                                  |              |
| {\displaystyle :=}                 |         |                 | Definition linksseitig                                                              | Doppelpunkt + Gleichheitszeichen | {\displaystyle =:} |        |                                  | Definition rechtsseitig                                                   | Gleichheitszeichen + Doppelpunkt |              |
| {\displaystyle {\stackrel {!}{=}}} |         |                 | soll gleich (beispielsweise in Beweiseinleitungen)                                  |                                  |                    |        |                                  |                                                                           |                                  |              |
| ≙                                  | U+2259  | 8793            | entspricht                                                                          |                                  |                    |        |                                  |                                                                           |                                  |              |
| ≘                                  | U+2258  | 8792            | entspricht (unüblich)                                                               |                                  |                    |        |                                  |                                                                           |                                  |              |
| ≞                                  | U+225E  | 8798            | gemessen                                                                            |                                  |                    |        |                                  |                                                                           |                                  |              |
| ≟                                  | U+225F  | 8799            | vielleicht gleich                                                                   |                                  |                    |        |                                  |                                                                           |                                  |              |
| ≛                                  | U+225B  | 8795            |                                                                                     | Stern ist gleich                 |                    |        |                                  |                                                                           |                                  |              |
| ≖                                  | U+2256  | 8790            |                                                                                     | Kreis in Gleichheitszeichen      |                    |        |                                  |                                                                           |                                  |              |

 (1) DIN 1302 schreibt senkrechte Durchstreichung vor, erlaubt aber das schräge Durchstreichen, „wenn es aus satztechnischen Gründen notwendig ist“. ISO 31 lässt beide Formen generell zu.